# إلزرا

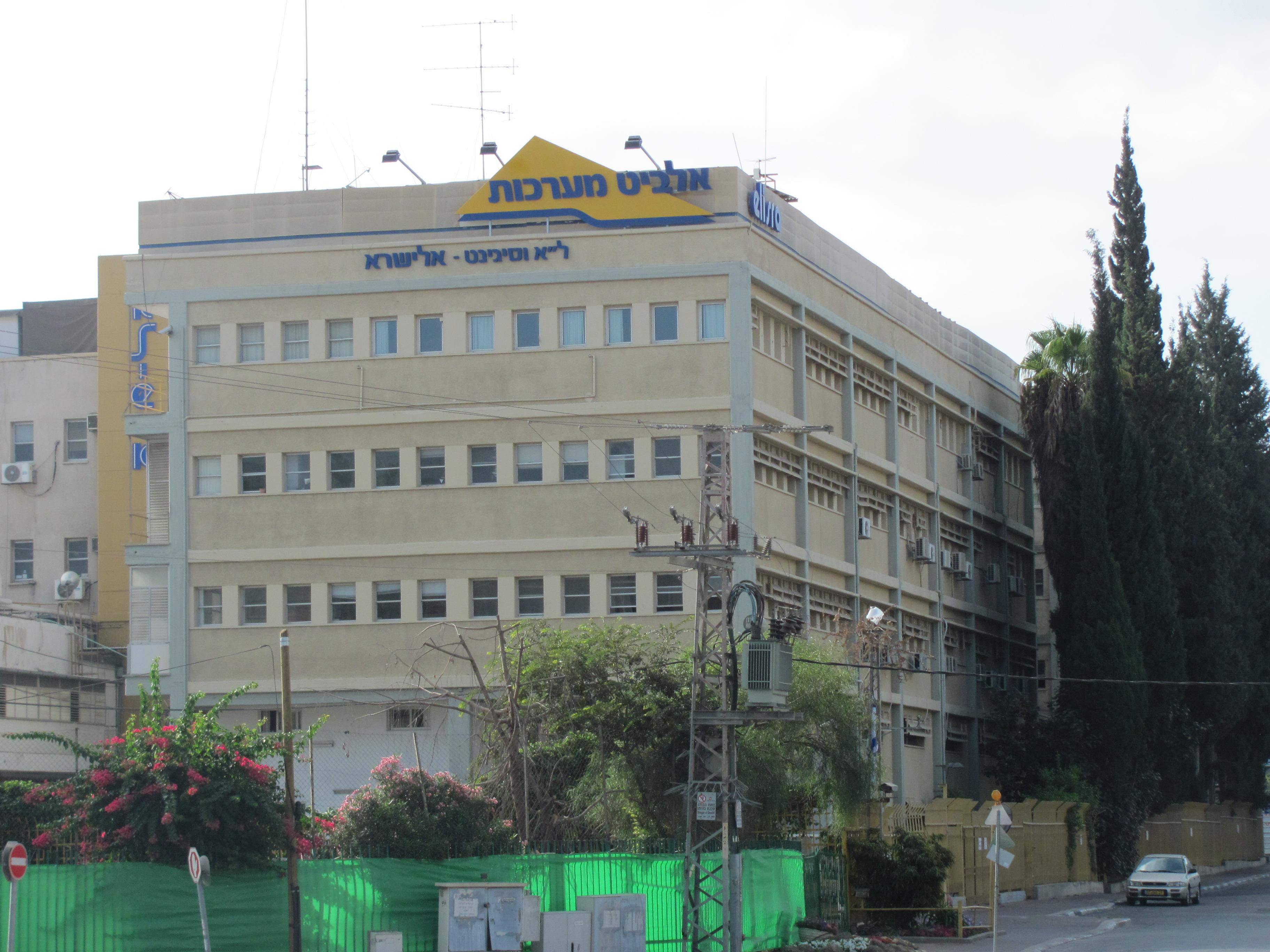
مبنى اليزرا في مدينة بني براك، في تل أبيب

إلزرا (بالإنجليزية: Elisra)‏ (بالعبرية: אלישרא) هي إحدى شركات الدفاع والصناعة العسكرية في إسرائيل. تأسست في 1967. صنعت العديد من الاسلحة والمركبات مثل مسطيف (طائرة بدون طيار)

## وصلات خارجية
- الموقع الإلكتروني